# Philippe Grandrieux
Philippe Grandrieux (ur. 10 listopada 1954 w Saint-Étienne) – francuski reżyser, scenarzysta i operator filmowy. Jego film Jezioro (2008) zdobył Wyróżnienie Specjalne w sekcji "Horyzonty" na 65. MFF w Wenecji.

## Filmografia

### Reżyser
- 1996 : Back to Sarajevo
- 1999 : Sombre
- 2002 : La vie nouvelle
- 2007 : Putting Holes in Happiness, teledysk Marilyna Mansona
- 2008 : Jezioro (Un lac)
- 2011 : Być może piękno umocniło naszą determinację (Il se peut que la beauté ait renforcé notre résolution - Masao Adachi)
- 2012 : White Epilepsy
- 2015 : Meurtrière
- 2015 : Malgré la nuit